# 晋州 (北魏)
晋州，中国南北朝时设置的州。
北魏建义元年（528年）以唐州改置，治所在白马城（今山西省临汾市）。北齐后废。北周置晋州总管府。隋朝开皇初年，总管府废。又置临汾郡，下隶七县：临汾县、襄陵县、冀氏县、杨县、霍邑县、汾西县、岳阳县（原称安泽县）。隋恭帝义宁二年（618年），临汾郡改名平阳郡。
唐朝武德元年（618年）又以平阳郡改置晋州，治所在临汾县（今临汾市西南）。天宝元年（742年）复为平阳郡，乾元元年（758年）又为晋州。五代移治今临汾市。北宋政和六年（1116年）升为平阳府。
唐朝时，晋州的辖境约当今山西省临汾、霍州、汾西、洪洞、浮山、安泽等市县地。产矾。唐置矾官，宋有炼矾务。
| 隋代行政区划变遷 | 隋代行政区划变遷 | 隋代行政区划变遷 | 隋代行政区划变遷 | 隋代行政区划变遷 | 隋代行政区划变遷 | 隋代行政区划变遷 | 隋代行政区划变遷 | 隋代行政区划变遷 | 隋代行政区划变遷                               |
| 区划             | 開皇元年         | 開皇元年         | 開皇元年         | 開皇元年         | 開皇元年         | 開皇元年         | 開皇元年         | 区划             | 大業3年                                        |
| ---------------- | ---------------- | ---------------- | ---------------- | ---------------- | ---------------- | ---------------- | ---------------- | ---------------- | ---------------------------------------------- |
| 州               | 晋州             | 晋州             | 晋州             | 晋州             | 晋州             | 晋州             | 汾州             | 郡               | 臨汾郡                                         |
| 郡               | 平河郡           | 西河郡           | 北絳郡           | 義寧郡           | 永安郡           | 臨汾郡           | 吐京郡           | 县               | 臨汾县 襄陵县 冀氏县 岳陽县 霍邑县 楊县 汾西县 |
| 县               | 平河县 禽昌县    | 永安县           |                  | 冀氏县 安泽县    | 永安县 楊县      | 臨汾县           | 新城县           | 县               | 臨汾县 襄陵县 冀氏县 岳陽县 霍邑县 楊县 汾西县 |

| 唐朝晋州辖县 | 唐朝晋州辖县                                                                             |
| ------------ | ---------------------------------------------------------------------------------------- |
| 618年        | 临汾县、洪洞县、岳阳县、襄陵县、冀氏县（新设浮山县、西河县）                             |
| 619年        | 临汾县、洪洞县、岳阳县、襄陵县、冀氏县、浮山县、西河县                                   |
| 620年        | 临汾县、洪洞县、岳阳县、襄陵县、冀氏县、浮山县（改为神山县）、西河县                     |
| 632年        | 临汾县、洪洞县、岳阳县、襄陵县、冀氏县、神山县、西河县                                   |
| 638年        | 临汾县、洪洞县、岳阳县、襄陵县、冀氏县、神山县、西河县                                   |
| 643年        | 临汾县、洪洞县、岳阳县、襄陵县、冀氏县、神山县（霍邑县、赵城县、汾西县来属，废除西河县） |
| 664年        | 临汾县、洪洞县、岳阳县、冀氏县、神山县、霍邑县、赵城县、汾西县、襄陵县                   |
| 718年        | 临汾县、洪洞县、岳阳县、冀氏县、神山县、霍邑县、赵城县、汾西县、襄陵县                   |
| 819年        | 临汾县、洪洞县、岳阳县、冀氏县、神山县、霍邑县、赵城县、汾西县（襄陵县改属绛州）         |

## 刺史
| 唐朝晋州刺史 - 贺若孝义（620年） - 窦琮（621年） - 李觐王（武德年间） - 萧瑀（630年—631年） - 长孙清（贞观年间） - 李孝恭（637年） - 李道宗（639年—640年） - 苏世长（贞观年间） - 刘德威（永徽初年） - 李宽（651年） - 徐玉（658年） - 程名振（659年） - 李弼（667年） - 苑师本（唐高宗、武后年间） - 郭正一（垂拱初年） - 邓玄挺（垂拱年间） - 弓志元（武周时） - 杨元琰（长寿年间） - 李上义（武周时） - 张知謇（圣历、大足年间） - 杨嘉宾（武周时） - 尹思贞（长安末年） - 杨执一（神龙年间） - 陈岌（景龙年间） - 魏知古（景龙年间） - 萧至忠（710年—711年） - 解琬（711年） - 齐景胄（先天年间） - 毕构（开元初年） - 李守礼（718年） - 岑植（720年） - 陆伯玉（开元前期） - 萧瑗（开元前期） - 贾曾（724年） - 郑某（727年—729年） - 白知慎（729年） - 崔克让（开元年间） - 柳涣（737年） - 裴朓（737年） - 平阳郡太守 | - 房琯（760年） - 陈少游（763年） - 李良金（763年—766年） - 高武光（766年—768年） - 高武光（769年—770年） - 曾崇颍（大历年间） - 屈无易（大历年间） - 韩滉（779年） - 薛播（建中末年） - 要廷珍（784年） - 马燧（784年） - 康日知（784年—785年） - 苏来（贞元初年） - 崔汉衡（788年—795年） - 姚齐梧（795年—796年） - 崔穆（796年） - 韦武（799年—806年） - 韦丹（806年—807年） - 裴向（808年—809年） - 崔清（810年—811年） - 严协（元和年间） - 李愬（元和年间） - 潘高阳（元和年间） - 李佑（820年） - 李岵（821年—822年） - 徐晦（822年） - 李寰（822年—827年） - 裴谊（828年—829年） - 韦正贯（会昌初年） - 李丕（844年） - 路岳令（857年） - 李朋（857年—859年） - 王式（大中年间） - 郑允谟（咸通年间） - 孟球（863年—864年） - 张裼（咸通年间） - 崔彦辞（877年） - 朱玫（881年） - 唐彦谦（881年） - 武臣（中和年间） - 冀君武（885年） - 王瓘（光启年间） - 张行恭（890年） | - 张汉瑜（光化末年—901年） - 侯言（901年） - 氏叔琮（901年—903年） - 张归厚（903年） - 李存勖（天祐初年，遥领） - 张归弁（906年） - 薛显 - 张琪 - 钟群嘉 |